# Reticuloppia pustulata
Reticuloppia pustulata är en kvalsterart som först beskrevs av Lee och Birchby 1989.  Reticuloppia pustulata ingår i släktet Reticuloppia och familjen Oribatulidae. Inga underarter finns listade i Catalogue of Life.